# Димитър Хоматиан
Димитър Хоматиан (на гръцки: Δημήτριος ό Χωματιανος, Димитриос о Хоматианос) е византийски архиерей, писател и канонист, архиепископ на Охридската българска архиепископия, титулуващ се „архиепископ на Първа Юстиниана и на цяла България“ около 1216 – 1234 година.

## Биография
Димитър Хоматиан е роден през 1165 година в епископия Хомата в Ликия, Мала Азия. Дълго време е хартофилакс на Охридската архиепископия. След превземането на Охрид от епирския деспот Теодор Комнин в края на 1216 г. е избран за архиепископ. Опитва да утвърди Охридската архиепископия като патриаршия на Епирското деспотство. Този опит се проваля след битката при Клокотница през 1230 година. Димитър Хоматиан остава на охридски архиепископ и след присъединяването на Охрид към България през 1230 година, като е запазена негова кореспонденция от този период със солунския деспот Мануил Дука Комнин. Димитър Хоматиан се ползва с голям авторитет като юрист и до него често се допитват по правни въпроси архиереи и владетели от съседни на диоцеза му области. Предполага се, че умира през 1234 година или малко по-късно.

## Книжовна дейност
Димитър Хоматиан е авторитет в областта на църковното и гражданско право, като през XVI век Максим Грък го включва сред петте най-значими тълкуватели. Повечето му текстове, запазени до наши дни, са писма до висши църковни и държавни служители, сред които деспот Теодор Комнин и крал Стефан Първовенчани, както и различни съдебни и административни актове.